# Tjalling Koopmans
Tjalling Charles Koopmans, född 28 augusti 1910 i 
's-Graveland, död 26 februari 1985 i New Haven, Connecticut, var en nederländsk-amerikansk nationalekonom som belönades med Sveriges Riksbanks pris i ekonomisk vetenskap till Alfred Nobels minne 1975.

## Biografi
Koopmans studerade matematik och fysik vid Universitetet i Utrecht och Universitetet i Leiden. Han tog sin doktorsexamen i nationalekonomi i Leiden 1936. 1936–1938 undervisade Koopmans i Jan Tinbergens ställe vid Nederländska ekonomiska högskolan (NEH) i Rotterdam, medan Tinbergen arbetade vid Nationernas förbund (NF) i Genève. 1938 efterträdde han Tinbergen vid NF. Efter andra världskrigets utbrott flyttade han i juni 1940 till USA, där han arbetade som statistiker för den brittiska handelsflottans mission i Washington. 1944 började han arbeta för Cowleskommissionen för ekonomiforskning vid University of Chicago som leddes av Jacob Marschak. 1948 tog Koopmans över som forskningsdirektör för kommissionen. När kommissionen flyttade till Yale University 1955, där James Tobin ledde den nya Cowles-stiftelsen, följde Koopmans med och blev professor i nationalekonomi där.
Koopmans blev amerikansk medborgare 1946.

## Insatser inom nationalekonomi
Under andra världskriget arbetade Koopmans med att välja transportrutter för att minimera den totala transportkostnaden för varor från alternativa platser i USA till specificerade platser i Storbritannien. Han visade att detta kan beräknas genom ett ekvationssystem som innehåller kostnaden för varorna vid sina ursprung och kostnaderna för att transportera dem via alternativa rutter. Han tog också fram en allmän matematisk modell av problemet, och utökade användningen av sin metod till andra ekonomiska problem.
För sina insatser inom nationalekonomin belönades Koopmans med Sveriges Riksbanks pris i ekonomisk vetenskap till Alfred Nobels minne 1975, tillsammans med Leonid Kantorovich. Prismotiveringen för Koopmans och Kantorovich löd "för deras bidrag till teorin för optimal resursanvändning". Koopmans och Kantorovich hade oberoende av varandra utvecklat aktivitetsanalys för resursallokering i syfte att uppnå ett givet ekonomisk mål till lägsta kostnad.

## Insatser inom kvantmekanik
Koopmans är också upphovsman till Koopmans teorem, ett samband i kvantkemi som han härledde under sin utbildning.